# Tredje söndagen efter trettondedagen
Tredje söndagen efter trettondedagen är den tredje söndagen som ifaller efter Trettondedag jul (6 januari).
Den infaller den söndag som infaller 21-27 januari. 
Den liturgiska färgen är i Svenska kyrkan och Romersk-katolska kyrkan grön. I Svenska kyrkan är söndagens tema Jesus skapar tro.

## Svenska kyrkan

### Texter
Söndagens tema enligt 2003 års evangeliebok är Jesus skapar tro. De bibeltexter som används för att belysa dagens tema är:
| Första årgången                                                          | Andra årgången                                                   | Tredje årgången                                                                       | Psaltarpsalm      |
| Första Konungaboken 8:41-43 Romarbrevet 1:16-17 Matteusevangeliet 8:5-13 | Jesaja 45:22-24 Galaterbrevet 2:19-21 Johannesevangeliet 4:27-42 | Andra Konungaboken 5:1-4, 9-15 Andra Korintierbrevet 1:3-7 Johannesevangeliet 4:46-54 | Psaltaren 36:6-10 |